# Вінфред (Південна Дакота)
Вінфред (англ. Winfred) — переписна місцевість (CDP) в США, в окрузі Лейк штату Південна Дакота. Населення — 38 осіб (2020).

## Географія
Вінфред розташований за координатами 43°59′56″ пн. ш. 97°21′42″ зх. д. / 43.99889° пн. ш. 97.36167° зх. д. (43.998795, -97.361614).  За даними Бюро перепису населення США в 2010 році переписна місцевість мала площу 2,67 км², з яких 2,57 км² — суходіл та 0,10 км² — водойми.

## Демографія
Згідно з переписом 2010 року, у переписній місцевості мешкали 52 особи в 20 домогосподарствах у складі 16 родин. Густота населення становила 19 осіб/км².  Було 26 помешкань (10/км²).
Расовий склад населення:
| - 98,1 % — білих - 1,9 % — осіб інших рас |

До двох чи більше рас належало 0,0 %. Частка іспаномовних становила 1,9 % від усіх жителів.
За віковим діапазоном населення розподілялося таким чином: 30,8 % — особи молодші 18 років, 59,6 % — особи у віці 18—64 років, 9,6 % — особи у віці 65 років та старші. Медіана віку мешканця становила 35,5 року. На 100 осіб жіночої статі у переписній місцевості припадало 116,7 чоловіків;  на 100 жінок у віці від 18 років та старших — 125,0 чоловіків також старших 18 років.
Середній дохід на одне домашнє господарство  становив 50 283 долари США (медіана — 53 333), а середній дохід на одну сім'ю — 50 283 долари (медіана — 53 333). 
Цивільне працевлаштоване населення становило 45 осіб. Основні галузі зайнятості: виробництво — 46,7 %, будівництво — 37,8 %, освіта, охорона здоров'я та соціальна допомога — 13,3 %, роздрібна торгівля — 2,2 %.